# Ур-Нінсун
Ур-Нінсун — правитель (енсі) шумерської держави Лагаш. Його правління припадало приблизно на першу половину XXII століття до н. е.